# Salvador Esquer
José Salvador Esquer Bisbal (Algemesí, 8 de janeiro de 1969) é um ex-handebolista profissional espanhol, medalhista olímpico.